# Druckfrisch
Druckfrisch ist ein von Denis Scheck moderiertes Literaturmagazin der ARD, das seit Februar 2003 läuft und seit Ende 2009 normalerweise am letzten Sonntag des Monats um 23:35 Uhr ausgestrahlt wird. Für Realisation und Gestaltung zeichnet von Anfang an Andreas Ammer verantwortlich. Die Sendung ist eine Gemeinschaftsproduktion des BR, hr, MDR, NDR und WDR. Inzwischen sind an die 200 Folgen gedreht worden.

## Aufbau der Sendung
Für gewöhnlich eröffnet Moderator Denis Scheck jede Ausgabe der Sendung mit der Begrüßung an die Zuschauer: „Guten Abend und herzlich willkommen zum guten Buch zur späten Stunde!“ Vorab stellt ihn jedoch eine Ansagerin aus dem Off mit den Worten vor: „Und hier kommt er, Ihr Streiter für das Gute, Schöne, Wahre: Denis Scheck!“ Der Literaturpapst führt durch die halbstündige Sendung, die episodenhaft untergliedert ist in Rezensionen (Monolog), Interviews (Dialog mit einem Autor) und einem Rezensionsschnelldurchlauf (Monolog) der Top Ten einer Spiegel-Bestsellerliste, von Folge zu Folge abwechselnd Belletristik und Sachbuch. Darüber hinaus gibt es vereinzelt davon abweichende Abschnittskonzepte, zum Beispiel eine „Denis-Scheck-empfiehlt“-Rubrik, in dem der Moderator sich in der Rolle eines Inhabers in eine Buchhandlung stellt und einzelnen Kunden nach deren Wünschen von ihm ausgewählte passende Bücher empfiehlt.
Die Reihenfolge der Abschnitte variiert von Sendung zu Sendung. Eine typische Abfolge ist derzeit: Rezension – Interview – musikalisches Intermezzo – Top Ten – Interview. Zwischen den Episoden sind kurze, durch ausgewählte Musikstücke untermalte Übergangssequenzen zu sehen; die Musik wird auf der Webseite aufgelistet.

### Abschnittskonzept Rezension
Locker und humorvoll werden literarische Neuerscheinungen und gelegentlich ältere, aus Schecks Sicht lesenswerte Werke vorgestellt. Üblicherweise wird der Rezensent dabei im Wesentlichen von einer ihn von vorne zeigenden Kamera im Gehen gefilmt. Der jeweilige Beitrag wird an einem meist nur einmal genutzten Drehort irgendwo auf der Welt aufgenommen, der in irgendeiner Weise thematisch zum Buch passt.

### Abschnittskonzept Interview
Scheck interviewt Autoren aktueller Werke. Das Gespräch findet meistens auf zwei dafür gegenübergestellten Stühlen oder dergleichem statt. Regelmäßig wiederkehrende Dekorationselemente sind rot-weißes Flatterband mit Druckfrisch-Aufschrift und ein Feuerlöscher. Der Ort des Interviews ist nicht angegeben und wiederholt sich in der Regel nie.

### Abschnittskonzept Top Ten
Früher ging der Literaturfachmann in der weitläufigen Lagerhalle des Kölner Buchgroßhändlers Koch, Neff und Volckmar einen Stapel Bücher, der sich von Sendung zu Sendung abwechselnd aus den obersten zehn Einträgen der Spiegel-Bestsellerliste Sachbuch oder Belletristik zusammensetzt, in Form von kurzen Rezensionen durch. Mittlerweile bespricht Scheck jedoch diese Bücher, meistens eingeleitet durch einen kurzen Auftritt von wechselnden Gastmusikern, vor dem Hintergrund eines virtuellen Buchlagers. Zu jedem Buch trägt Scheck seine Kritik in einer Top-oder-Flop-Methode vor und wirft es, wenn verworfen, gleich auf eine zu einer Müllkiste führende Rollenrutsche. Die empfehlenswerten Titel legt er hingegen auf einen Bücherstapel.

## Übersicht
| Sendung vom                   | |
| 2025                          | 2025 |
| ----------------------------- | --- |
| 25.05.2025                    | Folge 214 - Denis Scheck empfiehlt „Getäuscht“ von Juri Felsen (Kiepenheuer & Witsch) - Denis Scheck trifft Luz: „Zwei weibliche Halbakte“ (Reprodukt Verlag) - Musik: Oh No Noh spielt „As late as possible“ - Denis Scheck trifft Heinrich Breloer: „Ein tadelloses Glück“ (DVA) |
| 13.04.2025                    | Folge 213 - Denis Scheck empfiehlt „Der große Gatsby“ von F. Scott Fitzgerald (Manesse) - Denis Scheck trifft Yasmina Reza (erster Auftritt im deutschen Fernsehen): „Die Rückseite des Lebens“ (Hanser) - Musik: Ausschnitt aus Rolf Dieter Brinkmann „Wörter Sex Schnitt“, untermalt von Acid Pauli - Denis Scheck trifft Vincenzo Levizzani: „Das Geheimnis der Wolken“ (HarperCollins) |
| 30.03.2025                    | Folge 212 - Denis Scheck empfiehlt „Ich lebe und ihr seid tot“ von Emmanuel Carrère (Matthes & Seitz) - Denis Scheck trifft Chimamanda Ngozi Adichie: „Dream Count“ (S. Fischer Verlag) - Musik: Caspar Brötzmann Massaker spielen „Mute“ - Denis Scheck trifft Andreas Maier: „Der Teufel“ (Suhrkamp) - Erinnerung an den kürzlich verstorbenen Peter Bichsel |
| 23.02.2025                    | Folge 211 - Denis Scheck empfiehlt „Alles, was ich über Liebe weiß, steht in diesem Buch“ von Elke Schmitter (C.H.Beck) - Denis Scheck trifft Vigdis Hjorth: „Wiederholung“ (S. Fischer Verlag) - Gastmusikerin: Maria de Val spielt „One Of Us Cannot Be Wrong“ - Denis Scheck trifft Ursula Krechel: „Sehr geehrte Frau Ministerin“ (Klett-Cotta) |
| 19.01.2025                    | Folge 210 - Denis Scheck empfiehlt „Als sei alles leicht“ von Elfi Conrad (Mikrotext Verlag) - Denis Scheck trifft Julia Schoch: „Wild nach einem wilden Traum“ (dtv) - Zum 100. Geburtstag Eugen Gomringers: „Avenidas“ - Denis Scheck trifft Wolf Haas: „Wackelkontakt“ (Hanser) mit einem Rückblick auf die allererste Folge |
| 2024                          | |
| 15.12.2024                    | Folge 209 - Denis Scheck empfiehlt „Dieses Buch gehört dem König 2.0“ von Doris Vogel (Edition Klöpfer im Kröner Verlag) - Denis Scheck trifft Christoph Ransmayr: „Egal wohin, Baby. Mikroromane“ (S.Fischer Verlag) - Musikeinspielung: Fanny mit dem Song „Young and dump“ - Denis Scheck trifft Darryl Pinckney: „Black Deutschland“ (Arco Verlag) |
| 17.11.2024                    | Folge 208 - Denis Scheck empfiehlt „Pax“ von Tom Holland (Klett-Cotta) - Denis Scheck trifft Daniela Krien: „Mein drittes Leben“ (Diogenes) - Gastmusiker: Bonnie Prince Billy spielt „Our Home“ - Denis Scheck trifft Aldo Cazzullo: „Ewiges Imperium“ (HarperCollins) |
| 27.10.2024                    | Folge 207 - Denis Scheck empfiehlt „Mythos Nationalgericht“ von Alberto Grandi (HarperCollins) - Denis Scheck trifft Mithu Sanyal: „Antichristie“ (Hanser) - Gastmusiker: Alexander von Schlippenbach spielt „Haru Mo Yuki“ - Denis Scheck trifft Katja Lange-Müller: „Unser Ole“ (Kiepenheuer & Witsch) |
| 29.09.2024                    | Folge 206 - Denis Scheck empfiehlt „Innerstädtischer Tod“ von Christoph Peters (Luchterhand) - Denis Scheck trifft Steffen Mau: „Ungleich vereint“ (Edition Suhrkamp) - Gastmusiker: Einstürzende Neubauten spielen „Everything Will Be Fine“ - Denis Scheck trifft Gian Marco Griffi: „Die Eisenbahnen Mexikos“ (Claassen) |
| 25.08.2024                    | Folge 205 - Denis Scheck empfiehlt „Die Geschichten in uns“ von Benedict Wells (Diogenes) - Denis Scheck trifft Maike Albath: „Bitteres Blau“ (Berenberg) - Gastmusiker: The Kills spielen „Going to Heaven“ - Denis Scheck trifft Alexander Schimmelbusch: „Karma“ (Rowohlt) |
| 26.05.2024                    | Folge 204 - Denis Scheck empfiehlt „Der Untergang der Wager“ von David Grann (C.Bertelsmann) - Denis Scheck trifft Saša Stanišić: „Möchte die Witwe angesprochen werden, platziert sie auf dem Grab die Gießkanne mit dem Ausguss nach vorne“ (Luchterhand) und „Ava auf einem Bein“ (Pixie-Buch) - Gastmusiker: Eric Pfeil spielt und singt den Song „Azzurro“ - Denis Scheck trifft Caroline Wahl: „Windstärke 17“ (DUMONT) |
| 21.04.2024                    | Folge 203 - Denis Scheck empfiehlt „James“ von Percival Everett (Hanser) - Denis Scheck trifft Matthias Jügler: „Maifliegenzeit“ (Penguin) - Gastmusikerin: Edna Million spielt und singt auf einer halbakustischen E-Gitarre den Song „The Pool“ - Denis Scheck trifft Svante Pääbo: „Die Neandertaler und wir“ (Deutsche Verlags-Anstalt) |
| 17.03.2024                    | Folge 202 - Denis Scheck empfiehlt „Trophäe“ von Gaea Schoeters (Zsolnay) - Denis Scheck trifft Florence Hazrat: „Das Ausrufezeichen – Eine rebellische Geschichte“ (Harper Collins) - Gastmusiker: Kettcar spielen den Song „München“ - Denis Scheck trifft Fien Veldman: „Xerox“ (Hanser) |
| 25.02.2024                    | Folge 201 - Denis Scheck empfiehlt „Demon Copperhead“ von Barbara Kingsolver (dtv) - Denis Scheck trifft Roberto Saviano: „Falcone“ (Hanser) - Gastmusiker: Sängerin MD Pallavi & Cellist Andi Otto spielen den Song „Bangalore Whispers“ - Denis Scheck trifft Nora Krug: „Im Krieg: Zwei illustrierte Tagebücher aus Kiew und St. Petersburg“ (Penguin) |
| 21.01.2024                    | Folge 200 (Jubiläumsausgabe) - Denis Scheck empfiehlt „Der eiserne Marquis“ von Thomas Willmann (Liebeskind) - Denis Scheck trifft Iris Wolff: „Lichtungen“ (Klett-Cotta) - Gastmusiker: Das Trio Löwenzahnhonig mit dem Song „Möve“ an Akustikgitarre, E-Gitarre und Schlagzeug - Denis Scheck trifft Nicolas Mahler: „Komplett Kafka“ (Suhrkamp) |
| 2023                          | |
| 03.12.2023                    | Folge 199 - Denis Scheck empfiehlt „Ich brauche einen Liebhaber, der mich am Denken hindert“, eine Biografie über Katherine Mansfield von Michaela Karl (btb) - Denis Scheck trifft Inger-Maria Mahlke am Holstentor in Lübeck: „Unsereins“ (Rowohlt) - Musikeinspielung: Chuck Berry mit dem Song „Roll Over Beethoven“ - Denis Scheck trifft Eliot Weinberger: „Engel und Heilige“ (Berenberg) |
| 19.11.2023                    | Folge 198 - Denis Scheck empfiehlt „Immer nach Hause“ von Ursula K. Le Guin (Carcosa Verlag) - Denis Scheck trifft Uwe Timm: „Alle meine Geister“ (Kiepenheuer & Witsch) - Gastmusiker: Hochzeitskapelle spielt den Song „Poisong“ - Denis Scheck trifft Kate Zambreno: „Mutter (Ein Gemurmel)“ (AKI Verlag) |
| 29.10.2023                    | Folge 197 - Denis Scheck empfiehlt „Die Bibliothek des Wahnsinns“ von Edward Brooke-Hitching (Knesebeck) - Denis Scheck trifft Cornelia Funke: „Tintenwelt 4: Die Farbe der Rache“ (Dressler) - Gastmusiker: Haevn spielen mit Gesang, Cello und Klavier den Song „The other Side of the Sea“ - Denis Scheck trifft Daniel Kehlmann: „Lichtspiel“ (Rowohlt) |
| 08.10.2023                    | Folge 196 - Denis Scheck empfiehlt „Treacle Walker: Der Wanderheiler“ von Alan Garner (Hobbit Presse Klett-Cotta) - Denis Scheck trifft Salman Rushdie: „Victory City“ (Penguin) - Gastmusiker: Helge Schneider spielt am Klavier das Stück „Flamenco Opus 7“ - Denis Scheck trifft Terézia Mora: „Muna oder Die Hälfte des Lebens“ (Luchterhand) - Denis Scheck trifft Louis Begley anlässlich seines 90. Geburtstags: „Lügen in Zeiten des Krieges“ (Suhrkamp) |
| 10.09.2023                    | Folge 195 - Denis Scheck empfiehlt „Schneeflocken wie Feuer“ von Elfi Conrad (Mikrotext) - Denis Scheck trifft Walter Moers: „Die Insel der Tausend Leuchttürme“ (Penguin). Der unerkannt lebende Autor Walter Moers trat nicht persönlich in der Sendung auf, sondern wurde wie Moderator Denis Scheck für das Interview von einer Marionette der Augsburger Puppenkiste verkörpert. Die Stimme der Walter-Moers-Puppe sprach Schauspieler Andreas Fröhlich, der zudem das Hörbuch von Die Insel der Tausend Leuchttürme einsprach. - Gastmusikerin: Pianistin Hélène Grimaud spielt Intermezzo Opus 117 No. 1 von Johannes Brahms - Denis Scheck trifft Emily St. John Mandel: „Das Meer der endlosen Ruhe“ (Ullstein) |
| 22.05.2023                    | Folge 194 - Denis Scheck empfiehlt die Biografie über Philip Roth von Blake Bailey (Hanser) - Denis Scheck trifft Gabriel Zuchtriegel: „Vom Zauber des Untergangs – Was Pompeji über uns erzählt“ (Propyläen) - Gastmusiker: Duo Malva interpretiert den Song „Dance with the Devil“ mit Gesang und E-Gitarre - Denis Scheck trifft Sheila Heti: „Reine Farbe“ (Rowohlt) |
| 16.04.2023                    | Folge 193 (Jubiläumsausgabe 20 Jahre Druckfrisch) - Denis Scheck empfiehlt „Victory City“ von Salman Rushdie (Penguin) - Denis Scheck trifft John Irving: „Der letzte Sessellift“ (Diogenes) - Gastmusiker: Cellistin Raphaela Gromes und Pianist Julian Riem spielen das Stück „Bohémienne“ von Pauline Viardot-García - Denis Scheck trifft Teresa Präauer: „Kochen im falschen Jahrhundert“ (Wallstein) |
| 26.03.2023                    | Folge 192 - Denis Scheck empfiehlt „Babel“ von Rebecca F. Kuang (Eichborn) - Denis Scheck trifft Milena Michiko Flašar: „Oben Erde, unten Himmel“ (Verlag Klaus Wagenbach) - Gastmusikerin: Soap&Skin mit dem Stück „Lost“ am Klavier - Denis Scheck trifft Clemens J. Setz: „Monde vor der Landung“ (Suhrkamp) |
| 26.02.2023                    | Folge 191 - Denis Scheck empfiehlt „Die geheimste Erinnerung der Menschen“ von Mohamed Mbougar Sarr (Hanser) - Denis Scheck trifft Julia Schoch: „Das Liebespaar des Jahrhunderts“ (dtv) - Gastmusikerinnen: Garage-Punk-Duo Cava mit dem Stück „Copy & Paste Me“ an E-Gitarre und Schlagzeug - Denis Scheck trifft Arno Geiger: „Das glückliche Geheimnis“ (Hanser) |
| 29.01.2023                    | Folge 190 - Denis Scheck empfiehlt den Gedichtband „Unter einem Zuckerhimmel“ von Christoph Ransmayr (S. Fischer) - Denis Scheck trifft Hernán Díaz: „Treue“ (Hanser) - Gastmusikerin: Pianistin Ulrike Haage mit dem Stück „Alles Licht“ (Piano Psalm Nr. 6) - Denis Scheck trifft Ana Marwan: „Verpuppt“ (Otto Müller Verlag) |
| 2022                          | |
| 11.12.2022                    | Folge 189 - Denis Scheck empfiehlt „Vollblutpferde“ von John Jeremiah Sullivan (Suhrkamp) - Denis Scheck trifft Max Strohe: „Kochen am offenen Herzen“ (Tropen) - Gastmusiker: Die Druckfrisch Bänd mit dem Song „Engel auf Reisen“ - Denis Scheck trifft Caroline Ronnefeldt: „Die Quendel-Trilogie“ (Ueberreuter) |
| 20.11.2022                    | Folge 188 - Denis Scheck empfiehlt „Good Grief, Charlie Brown!“ (engl. Sprache) und den Prachtband „... und Charles M. Schulz schuf die Peanuts“ von Charles M. Schulz (Carlsen) aus Anlass seines 100. Geburtstags - Denis Scheck trifft Katja Schönherr: „Alles ist noch zu wenig“ (Arche) - Gastmusiker: Ásgeir Trausti mit dem Song „Limitless“ auf einer Akustikgitarre - Denis Scheck trifft Robert Menasse: „Die Erweiterung“ (Suhrkamp) |
| 31.10.2022                    | Folge 187 - Denis Scheck empfiehlt „Mildred“ von Rebecca Donner (Kanon) - Denis Scheck trifft Alex Capus: „Susanna“ (Hanser) - Gastmusiker: Sebastian Madsen spielt den Song „Immer nur am Handy“ auf einer halbakustischen E-Gitarre - Denis Scheck trifft Jennifer Egan: „Candy Haus“ (S. Fischer) |
| 09.10.2022                    | Folge 186 - Denis Scheck empfiehlt „Rude Girl“ von Birgit Weyhe (Avant) - Denis Scheck trifft Annie Ernaux (Aus Anlass der Zuerkennung des Nobelpreises für Literatur eine Wiederholung von Mai 2022) - Denis Scheck trifft Thomas Hürlimann im Kloster Einsiedeln: „Der rote Diamant“ (S. Fischer) - Gastmusikerin: Inga singt das Stück „Das ABC“ auf einer halbakustischen Gretsch-E-Gitarre - Denis Scheck trifft Sigrid Nunez: „Eine Feder auf dem Atem Gottes“ (Aufbau) |
| 12.09.2022                    | Folge 185 - Denis Scheck empfiehlt: „Über die See“ von Mariette Navarro (Verlag Antje Kunstmann) - Denis Scheck trifft Karen Duve: „Sisi“ (Galiani Berlin) - Gastmusiker: Saxofonist Tim Berne mit dem Stück „Rose Colored Assive“ - Denis Scheck trifft Donna Leon: „Ein Leben in Geschichten“ (Diogenes) - Denis Scheck trifft Eduardo Lago: „Brooklyn soll mein Name sein“ (Alfred Kröner Verlag) |
| 22.05.2022                    | Folge 184 - Denis Scheck empfiehlt „Die Diplomatin“ von Lucy Fricke (Claassen) - Denis Scheck trifft Annie Ernaux: „Eine Frau“, „Der Platz“ und „Die Jahre“ (Suhrkamp) - Gastmusiker: Christian Gerhaher singt das Stück „Welke Rose“ von Othmar Schoeck - Denis Scheck trifft Fatma Aydemir: „Dschinns“ (Hanser) |
| 01.05.2022                    | Folge 183 - Denis Scheck trifft Martin Walser: „Das Traumbuch: Postkarten aus dem Schlaf“ (Rowohlt) mit Illustrationen von Cornelia Schleime - Denis Scheck trifft Doris Dörrie: „Die Heldin reist“ (Diogenes) - Gastmusiker: Sportfreunde Stiller mit dem Stück „I'm Alright“ - Denis Scheck empfiehlt „Die wundersame Ästhetik der Schonhaltung beim Ertrinken“ von Sportfreunde Stiller-Schlagzeuger Florian Weber (Heyne Hardcore) - Denis Scheck trifft Senthuran Varatharajah: „Rot (Hunger)“ (S. Fischer), vom Kriminalfall des Kannibalen von Rotenburg inspirierter Roman |
| 27.03.2022                    | Folge 182 - Denis Scheck empfiehlt Katharina Adler: „Iglhaut“ (Rowohlt) - Denis Scheck trifft Katerina Poladjan: „Zukunftsmusik“ (S. Fischer) - Gastmusiker: Akustikgitarrist Angela Aux mit dem Stück „Ausstellung Aussterbende Arten“ - Denis Scheck trifft Literaturnobelpreisträger Abdulrazak Gurnah: „Das verlorene Paradies“ und „Ferne Gestade“ (Penguin) |
| 27.02.2022                    | Folge 181 - Denis Scheck empfiehlt Michael Sommer: „Dark Rome: Das geheime Leben der Römer“ (C.H. Beck) - Denis Scheck trifft Orhan Pamuk in Istanbul: „Die Nächte der Pest“ (Hanser) - Gastmusiker: Pianist Abdullah Ibrahim mit dem Stück „Blue Bolero“ - Denis Scheck trifft Fernando Aramburu: „Reise mit Clara durch Deutschland“ (Rowohlt) |
| 23.01.2022                    | Folge 180 - Denis Scheck empfiehlt Samira El Ouassil und Friedemann Karig: „Erzählende Affen: Mythen, Lügen, Utopien – Wie Geschichten unser Leben bestimmen“ (Ullstein) - Denis Scheck trifft Harald Schmidt (auf dem Tanzbrunnen in Köln): „Thomas Bernhard: In der Frittatensuppe feiert die Provinz ihre Triumphe – Eine kulinarische Spurensuche mit Harald Schmidt (Hrsg.)“ (S. Fischer) - Gastmusiker: Fikret, Kemal und Remzi mit dem Stück „Yildizlarin Altinda“ - Denis Scheck trifft Aboud Saeed (in der Hard'n'Heavy-Kneipe Paule's Metal Eck in Berlin): „Die ganze Geschichte“, aus dem Arabischen von Sandra Hetzl (Mikrotext)                                                                            |
| 2021                          | |
| 12.12.2021                    | Folge 179 - Denis Scheck empfiehlt Marieke Lucas Rijneveld: „Mein kleines Prachttier“ (Suhrkamp) - Denis Scheck trifft Felicitas Hoppe: „Die Nibelungen – Ein deutscher Stummfilm“ (S. Fischer) - Gastmusiker: Slade mit dem Stück „Hear me callin (1972)“ - Denis Scheck trifft Cécile Wajsbrot: „Nevermore“ (Wallstein) |
| 21.11.2021                    | Folge 178 - Denis Scheck empfiehlt (vor dem Grand Hôtel in Cabourg) Marcel Proust: „Auf der Suche nach der verlorenen Zeit“ (Suhrkamp, revidierte Übersetzung von Luzius Keller) und Ulrike Sprenger: „Das Proust-ABC“ (Reclam) - Denis Scheck trifft Herlinde Koelbl: „Angela Merkel. Portraits 1991-2021“ (Taschen) - Gastmusiker: Black Patti mit dem Stück „Down on me“ - Denis Scheck trifft Marie NDiaye: „Die Rache ist mein“ (Suhrkamp) - Denis Scheck trifft Oswald Wiener (Interview-Ausschnitt von 2013 aus Anlass des Todes des Autors) |
| 31.10.2021                    | Folge 177 - Denis Scheck empfiehlt Alexander Moritz Frey: „Solneman der Unsichtbare“ (Elsinor) - Denis Scheck trifft Svenja Flaßpöhler: „Sensibel: Über moderne Empfindlichkeit und die Grenzen des Zumutbaren“ (Klett-Cotta) - Gastmusiker: F.S. Blumm mit dem Stück „Emmeck“ - Denis Scheck trifft Julia Franck: „Welten auseinander“ (S. Fischer) |
| 11.10.2021                    | Folge 176 - Denis Scheck empfiehlt Annie Ernaux: „Das Ereignis“ (Suhrkamp) - Denis Scheck trifft Husch Josten: „Eine redliche Lüge“ (Berlin Verlag) - Gastmusiker: Driftmaschine mit dem Stück „Rungler Statik“ - Denis Scheck trifft Antje Rávik Strubel: „Blaue Frau“ (S. Fischer) - Aus Anlass der Zuerkennung des Literaturnobelpreises: Rezitation eines Auszugs aus dem Roman By the Sea von Abdulrazak Gurnah |
| 12.09.2021                    | Folge 175 - Denis Scheck empfiehlt Hervé Le Tellier: „Die Anomalie“ (Rowohlt) - Denis Scheck trifft Eva Menasse: „Dunkelblum“ (Kiepenheuer & Witsch) - Gastmusiker: Erdmöbel mit dem Stück „Hoffnungsmaschine“ - Denis Scheck trifft Daniela Krien: „Der Brand“ (Diogenes) |
| 31.05.2021                    | Folge 174 - Denis Scheck empfiehlt (vor dem Laxness-Museum in Mosfellsbær) Halldór Laxness: „Atomstation“ (Steidl) - Denis Scheck trifft Christoph Ransmayr: „Der Fallmeister – Eine kurze Geschichte vom Töten“ (S. Fischer) - Gastmusiker: Don Marco & die Kleine Freiheit mit dem Stück „I want you“ - Denis Scheck empfiehlt aus Anlass des 80. Geburtstags von Bob Dylan: Maik Brüggemeyer – „Look out kid – Bob Dylans Lieder, unsere Geschichten“ (Ullstein) - Denis Scheck trifft Dana Grigorcea: „Die nicht sterben“ (Penguin) |
| 25.04.2021                    | Folge 173 - Denis Scheck empfiehlt Judith Hermann: „Daheim“ (S. Fischer) - Denis Scheck trifft Benedict Wells im Kinosaal der Museum Lichtspiele in München: „Hard Land“ (Diogenes) - Gastmusiker: PeterLicht mit dem Stück „Dämonen“ - Denis Scheck trifft Helga Schubert: „Vom Aufstehen: Ein Leben in Geschichten“ (dtv) |
| 28.03.2021                    | Folge 172 - Denis Scheck empfiehlt Amanda Gorman: „The Hill we climb – Den Hügel hinauf“ (Hoffmann und Campe) - Denis Scheck trifft Sharon Dodua Otoo: „Adas Raum“ (S. Fischer) - Online-Begegnung mit T. C. Boyle, der den Song You've Really Got a Hold on Me von Smokey Robinson singt: „Sprich mit mir“ (Hanser) - Denis Scheck trifft auf der Pop-Art-Autobahnraststätte Dreilinden in Berlin den Autor Florian Werner: „Die Raststätte – Eine Liebeserklärung“ (Hanser Berlin) |
| 28.02.2021                    | Folge 171 - Denis Scheck empfiehlt Bernardine Evaristo: „Mädchen, Frau etc.“ (Tropen) - Exklusiv-Interview mit Barack Obama zu seinen Memoiren: „Ein verheißenes Land“ (Penguin) - Gastmusiker: Florian Werner und Martin Kaluza mit dem Stück „Liebeserklärung an eine Raststätte“ |
| 24.01.2021                    | Folge 170 - Denis Scheck empfiehlt Bill Buford: „Dreck“, in der deutschen Übersetzung von Sabine Hübner (Hanser) - Denis Scheck trifft Joachim B. Schmidt: „Kalmann“ (Diogenes) - Gastmusiker: The Notwist mit dem Stück „Sans Soleil“ - Denis Scheck trifft Raphaela Edelbauer: „Dave“ (Klett-Cotta) |
| 2020                          | |
| 13.12.2020                    | Folge 169 - Denis Scheck empfiehlt Edward Brooke-Hitching: „Der Atlas des Himmels“, Übersetzung von Lutz-W. Wolff (Knesebeck) - Denis Scheck trifft Nadia Budde: „Dr. Seuss: Der Grinch oder die geklauten Geschenke“, Übersetzung von Nadia Budde; Nadia Budde: „Letzte Runde Geisterstunde“ (Antje Kunstmann Verlag) (Beide erschienen bei Antje Kunstmann) - Gastmusiker: Campino und Kuddel mit dem Stück „Fields of Anfield Road“ - Denis Scheck trifft Wolfram Eilenberger: „Feuer der Freiheit“ (Klett-Cotta) |
| 22.11.2020                    | Folge 168 - Denis Scheck empfiehlt Laurent Binet: „Eroberung“ (Rowohlt) - Denis Scheck trifft Volker Kutscher: „Olympia – Der achte Rath-Roman“ (Piper) - Gastmusiker: Deep Purple mit dem Stück „No No No“ - Denis Scheck trifft Judith Zander: „Johnny Ohneland“ (dtv) |
| 01.11.2020                    | Folge 167 - Denis Scheck empfiehlt Heinrich Steinfest: „Der Chauffeur“ (Piper) - Denis Scheck trifft Christoph Peters: „Dorfroman“ (Luchterhand) - Gastmusiker: Chilly Gonzales mit dem Stück „Chico“ - Denis Scheck trifft Hallgrímur Helgason: „60 Kilo Sonnenschein“ (Tropen Verlag) |
| 11.10.2020                    | Folge 166 - Denis Scheck empfiehlt Zaia Alexander: „Erdbebenwetter“ (Tropen Verlag) - Denis Scheck trifft Alice Schwarzer: „Lebenswerk“ (Kiepenheuer & Witsch) - Gastmusiker: The Düsseldorf Düsterboys mit dem Song „Wand“ - Denis Scheck trifft Iris Wolff: „Die Unschärfe der Welt“ (Klett-Cotta) |
| 13.09.2020                    | Folge 165 - Denis Scheck empfiehlt Thomas Hettche: „Herzfaden“ (Kiepenheuer & Witsch) - Denis Scheck trifft Joachim Meyerhoff: „Hamster im hinteren Stromgebiet“ (Kiepenheuer & Witsch) - Gastmusiker: Schlammpeitziger - Denis Scheck trifft Lola Randl: „Die Krone der Schöpfung“ (Matthes & Seitz) |
| 24.05.2020                    | Folge 164 - Denis Scheck empfiehlt Klaus Vieweg: „Hegel. Der Philosoph der Freiheit (Biographie)“ (C.H. Beck) - Denis Scheck trifft Jürgen Tautz: „Honigbienen – Geheimnisvolle Waldbewohner“, mit Bildern von Fotograf Ingo Arndt, (Knesebeck) - Gastmusikerin: Alphornbläserin Claudia Strenkert (NDR Elbphilharmonie Orchester) auf einer Außenterrasse der Elbphilharmonie in Hamburg - Denis Scheck trifft Niklas Natt och Dag: „1794“ (Piper), im Festsaal des Münchner Hofbräuhauses |
| 26.04.2020                    | Folge 163 - Denis Scheck empfiehlt Ursula K. Le Guin: „Erdsee. Die erste Trilogie“, Übersetzung von Karen Nölle, (Fischer Tor) - Denis Scheck skypt mit T.C. Boyle: „Sind wir nicht Menschen?“, Übersetzung von Anette Grube und Dirk van Gunsteren, (Hanser) – Wegen der Corona-Pandemie fand das Interview über das Internet mit Webcam statt - Gastmusiker: Hackedepicciotto mit dem Song „All are welcome“ - Lyrik zur Lage von Nora Gomringer - Denis Scheck trifft Ingo Schulze: „Die rechtschaffenen Mörder“, (S. Fischer) |
| 29.03.2020                    | Folge 162 - Aus Anlass der Corona-Krise empfiehlt Denis Scheck seine persönlichen zehn Lieblingsbücher in Bezug auf die Themen Epidemie und Naturkatastrophe, darunter der Roman Die Pest von Albert Camus, das Decamerone von Giovanni Boccaccio, die Erzählung Schwarze Spiegel von Arno Schmidt und der Roman Die Straße von Cormac McCarthy. - Denis Scheck trifft Lutz Seiler: „Stern 111“ (Suhrkamp) - Gastmusiker: Fortuna Ehrenfeld mit dem Piano-Song Bella Ciao - Denis Scheck empfiehlt Giuseppe Tomasi di Lampedusa: „Der Leopard“, Neuübersetzung von Burkhart Kroeber, (Piper) - Denis Scheck trifft Hilary Mantel: „Spiegel und Licht“, Tudor-Trilogie Band 3, (DuMont)                                   |
| 23.02.2020                    | Folge 161 - Denis Scheck empfiehlt Ulrich Becher: „Murmeljagd“ (Schöffling) - Denis Scheck trifft Bov Bjerg: „Serpentinen“ (Claassen) - Gastmusiker: Hochzeitskapelle - Denis Scheck trifft Peter Bichsel: „Auch der Esel hat eine Seele“ (Suhrkamp) - Denis Scheck erinnert an Ror Wolf (Interviewausschnitt von 2012) |
| 26.01.2020                    | Folge 160 - Denis Scheck empfiehlt Karl-Heinz Ott: „Hölderlins Geister“ (Hanser) - Denis Scheck trifft Dror Mishani: „Drei“ (Diogenes) - Gastmusiker: Niklas Natt och Dag - Denis Scheck trifft Monika Helfer: „Die Bagage“ (Hanser) |
| 2019                          | |
| 15.12.2019                    | Folge 159 - Denis Scheck empfiehlt Gabriel García Márquez: „Die Liebe in Zeiten der Cholera“ (Kiepenheuer & Witsch), aus dem Spanischen von Dagmar Ploetz - Denis Scheck trifft Richard Dawkins: „Atheismus für Anfänger: Warum wir Gott für ein sinnerfülltes Leben nicht brauchen“ (Ullstein) - Gastmusiker: Joasihno mit dem Stück „Wondrous Sibling“ - Denis Scheck trifft Peter Stamm: „Marcia aus Vermont. Eine Weihnachtsgeschichte“ (S. Fischer) - Kurzbesuch bei Nigel Slater: „Greenfeast: Frühling/Sommer“ (DuMont) |
| 24.11.2019                    | Folge 158 - Denis Scheck empfiehlt Karl Baedeker: „Handbuch für Schnellreisende“ (DuMont Reiseverlag) - Denis Scheck besucht Anita Albus in ihrer Münchner Wohnung zum Interview über ihr naturkundliches Sachbuch „Sonnenfalter und Mondmotten“ (S. Fischer) - Denis Scheck trifft Dietmar Dath zum Interview über seine Bücher „Neptunation“ (Fischer Tor) und „Niegeschichte. Science Fiction als Kunst- und Denkmaschine“ (Matthes & Seitz) |
| 03.11.2019                    | Folge 157 - Denis Scheck empfiehlt Hans Magnus Enzensberger: „Eine Experten-Revue in 89 Nummern“ (Suhrkamp) - Denis Scheck trifft Margaret Atwood in der Jimmy's Bar des Grandhotels Hessischer Hof in Frankfurt am Main zum Interview über ihren Roman „Die Zeuginnen“ (Berlin Verlag) - Denis Scheck trifft Michael Köhlmeier im Freizeitpark Märchenwald im Isartal in der oberbayerischen Stadt Wolfratshausen zum Interview über sein Buch „Die Märchen“ (Hanser) |
| 13.10.2019                    | Folge 156 - Denis Scheck empfiehlt Valeria Luiselli: „Das Archiv der verlorenen Kinder“ (Kunstmann) - Denis Scheck trifft Nora Bossong: „Schutzzone“ (Suhrkamp) - Gastmusiker: Frank Schätzing - Denis Scheck trifft Michael Palin in der Bibliothek des Athenaeum Clubs in London zum Gespräch über seinen Roman „Erebus“ (Mare) |
| 15.09.2019                    | Folge 155 - Denis Scheck empfiehlt Christian Seiler: „Alles Gute. Die Welt als Speisekarte“ (Echtzeit) - Denis Scheck trifft Karen Köhler: „Miroloi“ (Hanser) - Gastmusiker: Thees Uhlmann mit dem Song Danke für die Angst, eine musikalische Hommage an den Horror-Autor Stephen King - Denis Scheck trifft Robert Macfarlane: „Im Unterland“ (Penguin) |
| 02.06.2019                    | Folge 154 - Denis Scheck empfiehlt Johan Harstad: „Max, Mischa & die Tet-Offensive“ (Rowohlt) - Denis Scheck trifft Zadie Smith: „Freiheiten“ (Kiepenheuer & Witsch) - Denis Scheck trifft Nell Zink: „Virginia“ (Rowohlt) |
| 05.05.2019                    | Folge 153 - Denis Scheck empfiehlt Daniel Mendelsohn: „Eine Odyssee – Mein Vater, ein Epos und ich“ (Siedler) - Denis Scheck trifft George R. R. Martin (Zusammenschnitt zweier Interviews mit dem Autor von 2012 in Martins Haus in Santa Fe und 2014 in einem Hotelzimmer in London) - Gastmusiker: Maxi Pongratz (Kofelgschroa) mit dem Lied „Leiden“ - Denis Scheck trifft Charles Lewinsky (in einer Gefängniszellen-Kulisse der Bavaria Filmstudios in Geiselgasteig bei München): „Der Stotterer“ (Diogenes) |
| 17.03.2019                    | Folge 152 - Denis Scheck empfiehlt Regina Dieterle: „Theodor Fontane“ (Hanser) - Denis Scheck trifft Saša Stanišić: „Herkunft“ (Luchterhand) - Denis Scheck trifft Andrea Wulf: „Die Abenteuer des Alexander von Humboldt“ (C.Bertelsmann) - Gastmusiker: Club der toten Dichter |
| 17.02.2019                    | Folge 151 - Denis Schecks empfiehlt Anselm Oelze: „Wallace“ (Schöffling) - Denis Scheck trifft Yōko Tawada: „Sendbo-o-te“ (konkursbuch) - Denis Scheck trifft Leonardo Padura: „Die Undurchlässigkeit der Zeit“ (Unionsverlag) - Gastmusiker: Sir Tralala - Schlusswort von T. C. Boyle |
| 27.01.2019                    | Folge 150 (Jubiläumsausgabe) - Denis Schecks empfiehlt Chinua Achebe: „Alles zerfällt“ (S. Fischer) - Denis Scheck trifft Julian Barnes: „Die einzige Geschichte“ (Kiepenheuer & Witsch) - Denis Scheck trifft Kenah Cusanit: „Babel“ (Hanser) - Gastmusiker: Fortuna Ehrenfeld |
| 2018                          | |
| 16.12.2018                    | Folge 149 - Denis Schecks empfiehlt die CD-Box „The Poets’ Collection“ (herausgegeben von Christiane Collario und Michael Krüger) (Der Hörverlag) - Denis Scheck trifft Christoph Peters: „Das Jahr der Katze“ (Luchterhand) - Gastmusiker: Coconami - Denis Scheck trifft Makena Onjerika: „Fanta Blackcurrant“ - Alexander Gerst empfiehlt Jules Verne: „Die Reise zum Mond“ |
| 25.11.2018                    | Folge 148 - Denis Scheck empfiehlt Tania Blixen: „Afrika - Dunkel lockende Welt“ (Manesse) - Denis Scheck trifft Rosemarie Tietze: „Lew Tolstoi - Krieg im Kaukasus“ (Suhrkamp) - Gastsängerin: Leila Akinyi & Memoria - Denis Scheck trifft László Krasznahorkai: „Baron Wenckheims Rückkehr“ (S. Fischer) |
| 28.10.2018                    | Folge 147 - Denis Scheck empfiehlt David Foster Wallace: „Der Spaß an der Sache“ (Kiepenheuer & Witsch) - Denis Scheck trifft Judith Schalansky: „Verzeichnis einiger Verluste“ (Suhrkamp) - Gastsänger: Thomas Meinecke - Denis Scheck trifft Andreas Eschbach: „NSA - Nationales Sicherheits-Amt“ (Bastei Lübbe) |
| 07.10.2018                    | Folge 146 - Denis Scheck empfiehlt Nora Krug: „Heimat“ (Penguin) - Denis Scheck trifft Dörte Hansen (zu einem Spaziergang über den Friedhof Hoppenlau in Stuttgart): „Mittagsstunde“ (Penguin) - Denis Scheck trifft Michael Ondaatje: „Kriegslicht“ (Hanser) |
| 02.09.2018                    | Folge 145 - Denis Scheck empfiehlt Roberto Bolaño: „Der Geist der Science-Fiction“ (S. Fischer) - Denis Scheck trifft Jonas Jonasson: „Der Hundertjährige, der zurückkam, um die Welt zu retten“ (C.Bertelsmann) - Denis Scheck trifft Natascha Wodin: „Irgendwo in diesem Dunkel“ (Rowohlt) |
| 27.05.2018                    | Folge 144 - Denis Scheck empfiehlt Svenja Flaßpöhler: „Die potente Frau: Für eine neue Weiblichkeit“ (Ullstein) - Denis Scheck trifft Philip Roth (Wdh. von 2011 aus Anlass des Todes des Schriftstellers) - Denis Scheck trifft Eva Meijer: „Die Sprachen der Tiere“ (Matthes & Seitz) - Gastmusiker: Fuck Yeah! mit Gitarrist und Verleger Markus Naegele - Denis Scheck trifft Hans Pleschinski: „Wiesenstein“ (C.H. Beck) |
| 29.04.2018                    | Folge 143 - Denis Scheck empfiehlt Hideo Yokoyama: „64“ (Atrium) - Denis Scheck trifft Hans Magnus Enzensberger: „Überlebenskünstler: 99 literarische Vignetten aus dem 20. Jahrhundert“ (Suhrkamp) - Gastmusiker: Florian Werner und Martin Kaluza: „Die Weisheit der Trottellumme: Was wir von Tieren lernen können“ (Blessing) - Denis Scheck trifft David Schalko: „Schwere Knochen“ (Kiepenheuer & Witsch) |
| 26.03.2018                    | Folge 142 - Denis Scheck empfiehlt Michael Chabon: „Moonglow“ (Kiepenheuer & Witsch) - Denis Scheck trifft Felicitas Hoppe: „Prawda“ (S. Fischer) - Denis Scheck trifft Madame Nielsen: „Der endlose Sommer“ (Kiepenheuer & Witsch) |
| 25.02.2018                    | Folge 141 - Denis Scheck empfiehlt Joan Didion: „Süden und Westen: Notizen“ (Ullstein) - Denis Scheck trifft Lucy Fricke: „Töchter“ (Rowohlt) - Denis Scheck trifft Emanuele Coccia: „Die Wurzeln der Welt - Eine Philosophie der Pflanzen“ (Hanser) |
| 28.01.2018                    | Folge 140 - Denis Scheck empfiehlt Flannery O’Connor: „Keiner Menschenseele kann man noch trauen“ (Verlag Arche) - Denis Scheck trifft Fernando Aramburu: „Patria“ (Rowohlt) - Gastmusiker: Wolfgang Niedecken: „BAP – Das Logbuch der Jubiläumstour“ (Hoffmann und Campe) - Denis Scheck trifft Angelika Klüssendorf: „Jahre später“ (Kiepenheuer & Witsch) |
| 2017                          | |
| 17.12.2017                    | Folge 139 - Daniel Kehlmann: Tyll - Sabrina Janesch: Die goldene Stadt - Denis Scheck empfiehlt: Peter Krauss: Singt der Vogel, ruft er oder schlägt er? - Anka Muhlstein empfiehlt Anna Karenina - Louis Begley empfiehlt Henry James |
| 26.11.2017                    | Folge 138 - Angela Steidele: Anne Lister: Eine erotische Biographie - Denis Scheck trifft Jan Wagner - Denis Scheck empfiehlt: P. G. Wodehouse |
| 29.10.2017                    | Folge 137 - Juli Zeh: Leere Herzen - Anuk Arudpragasam: Die Geschichte einer kurzen Ehe - Hommage an den Literaturnobelpreisträger Kazuo Ishiguro - Denis Scheck empfiehlt: Frances Spufford: Neu-York |
| 01.10.2017                    | Folge 136 - Jean Echenoz: Unsere Frau in Pjöngjang - Jana Hensel: Keinland - Denis Scheck empfiehlt: Hergé: Das Gesamtwerk |
| 03.09.2017                    | Folge 135 - Salman Rushdie: Golden House - Jürgen Neffe, Marx. Der Unvollendete - Denis Scheck empfiehlt: Richard Ford: Zwischen ihnen |
| 03.07.2017                    | Folge 134 - Takis Würger, Der Club - Claudio Magris, Verfahren eingestellt - Denis Scheck empfiehlt: J.R.R. Tolkien: Beren und Luthien |
| 08.05.2017                    | Folge 133 - Olga Grjasnowa, Gott ist nicht schüchtern - Kat Menschiks großartige Bilderwelt - Denis Scheck empfiehlt: Cixin Liu, Die drei Sonnen |
| 19.03.2017                    | Folge 132 - Christoph Hein, Trutz - Hanya Yanagihara, Ein wenig Leben - Denis Scheck empfiehlt: Kanae Minato, Geständnisse |
| 27.02.2017                    | Folge 131 - Max Goldt, Lippen abwischen und lächeln - Feridun Zaimoglu, Evangelio. Ein Luther-Roman - Denis Scheck empfiehlt: Das Buch der Spiegel |
| 29.01.2017                    | Folge 130 - T.C. Boyle, Die Terranauten - Mathias Énard, Kompass - Denis Scheck empfiehlt: Jonas Lüscher, Kraft |
| 2016                          | |
| 12.12.2016                    | Folge 129 - Denis Scheck empfiehlt: J. L. Carr, Ein Monat auf dem Land - Michael Ondaatje empfiehlt: Penelope Fitzgerald, Die Buchhandlung - Nigel Slater, Ein Jahr lang gut essen - Arno Schmidt, Bibliographie und neue Übersetzung von Zettels Traum |
| 20.11.2016                    | Folge 128 - Denis Scheck empfiehlt: Donald Ray Pollock, Die himmlische Tafel - Andrea Wulf, Alexander von Humboldt - Raoul Schrott, Erste Erde |
| 30.10.2016                    | Folge 127 - Denis Scheck empfiehlt: Martin Mosebach, Mogador - Christoph Ransmayr, Cox oder der Lauf der Zeit - Cynthia D’Aprix Sweeney, Das Nest |
| 25.09.2016                    | Folge 126 - Denis Scheck empfiehlt: Joost Zwagerman, Duell - Katja Lange-Müller, Drehtür - Navid Kermani, Sozusagen Paris |
| 29.08.2016                    | Folge 125 - Denis Scheck empfiehlt: Jack Vance, Der azurne Planet und Gestatten Jack Vance - James Lee Burke, Fremdes Land - Christian Kracht, Die Toten |
| 22.05.2016                    | Folge 124 - André Heller, Das Buch vom Süden - Denis Scheck empfiehlt: Neal Stephenson, Almathea - Yann Martel, Die Hohen Berge Portugals |
| 24.04.2016                    | Folge 123 - Dominique Manotti, Schwarzes Gold - Josef H. Reichholf, Mein Leben für die Natur - Denis Scheck empfiehlt: Claudia Ott, Tausendundeine Nacht |
| 03.04.2016                    | Folge 122 - Denis Scheck empfiehlt: Joseph Fink/Jeffrey Cranor, Willkommen in Night Vale - Heinz Strunk, Der goldene Handschuh - Anna Katharina Hahn, Das Kleid meiner Mutter |
| 21.02.2016                    | Folge 121 - Thea Dorn, Die Unglückseligen - Abbas Khider, Ohrfeige - Orhan Pamuk, Das Museum der Unschuld - Denis Scheck empfiehlt: Carl Schurz, Lebenserinnerungen |
| 24.01.2016                    | Folge 120 - Michael Köhlmeier, Das Mädchen mit dem Fingerhut - Richard Price, Die Unantastbaren - Denis Scheck empfiehlt: Rudyard Kipling, Das Dschungelbuch |
| 2015                          | |
| 20.12.2015                    | Folge 119 - Denis Scheck empfiehlt: Was blüht denn da? - Martin Amis, Interessengebiet - Nora Gomringer, ach du je und Morbus |
| 30.11.2015                    | Folge 118 - Ulrich Peltzer, Das bessere Leben - Robert Harris, Dictator - Denis Scheck empfiehlt: Neil Gaiman, American Gods |
| 01.11.2015                    | Folge 117 - Jonathan Franzen, Unschuld - Ilija Trojanow, Macht und Widerstand - Denis Scheck empfiehlt: Eudora Welty, Der Räuberbräutigam |
| 04.10.2015                    | Folge 116 - Salman Rushdie, Zwei Jahre, acht Monate und achtundzwanzig Nächte - Jenny Erpenbeck, Gehen, ging, gegangen - Denis Scheck empfiehlt: J.J. Abrams und Doug Dorst, S |
| 07.09.2015                    | Folge 115 - Helen Macdonald, H wie Habicht - Denis Scheck empfiehlt: Michael Fehr, Simeliberg - Rafik Schami, Sophia oder der Anfang aller Geschichten |
| 14.06.2015                    | Folge 114 - Andreas Maier, Der Ort - Johannes Willms, Waterloo – Napoleons letzte Schlacht - Denis Scheck empfiehlt: Michael Psellos, Leben der byzantinischen Kaiser (976–1075): Chronographia |
| 10.05.2015                    | Folge 113 - Steffen Kopetzky, Risiko - Lea Linster, Mein Weg zu den Sternen - Denis Scheck empfiehlt; Emily Dickinson, Sämtliche Gedichte |
| 13.04.2015                    | Folge 112 - Peter Richter, 89/90 - Amos Oz, Judas - Denis Scheck empfiehlt: Stefano D’Arrigo, Horcynus Orca |
| 01.03.2015                    | Folge 111 - Jan Weiler, Kühn hat zu tun - Gila Lustiger, Die Schuld der anderen - Denis Scheck empfiehlt: Julian Barnes, Lebensstufen |
| 08.02.2015                    | Folge 110 - T.C.Boyle, Hart auf hart - Hermann Parzinger, Die Kinder des Prometheus - Denis Scheck empfiehlt: Klaus Modick, Konzert ohne Dichter |
| 2014                          | |
| 14.12.2014                    | Folge 109 - Jürgen Dollase, Himmel und Erde - Denis Scheck empfiehlt: Jack London, Der Ruf der Wildnis |
| 23.11.2014                    | Folge 108 - Hans Magnus Enzensberger, Tumult - Olga Grjasnowa, Die juristische Unschärfe einer Ehe - Denis Scheck empfiehlt: Reiner Stach, Kafka. Die frühen Jahre |
| 26.10.2014                    | Folge 107 - Lutz Seiler, Kruso - Sofi Oksanen, Als die Tauben verschwanden - Denis Scheck empfiehlt: Horace Walepole, Das Schloss von Otranto |
| 05.10.2014                    | Folge 106 - Denis Scheck empfiehlt: Thomas Pynchon, Bleeding Edge - Dave Eggers, Der Circle |
| 07.09.2014                    | Folge 105 - Laline Paull, Die Bienen - Denis Scheck empfiehlt: Christian Kracht/Helge Malchow, Leitfaden für britische Soldaten in Deutschland 1944 - Thomas Hettche, Pfaueninsel |
| 01.06.2014                    | Folge 104 - Denis Scheck empfiehlt: Maike Albath, Rom, Träume - Michael Chabon, Telegraph Avenue - Durs Grünbein, Cyrano oder Die Rückkehr vom Mond |
| 04.05.2014                    | Folge 103 - Sibylle Lewitscharoff, Killmousky - Jörg Maurer, Felsenfest - Denis Scheck empfiehlt: Matthias Göritz, Träumer und Sünder |
| 30.03.2014                    | Folge 102 - Denis Scheck empfiehlt: David Foster Wallace, Der bleiche König - Frank Günther, Unser Shakespeare - Carl Djerassi, Der Schattensammler |
| 23.03.2014                    | Folge 101 - Haruki Murakami, Die Pilgerjahre des farblosen Herrn Tazaki - Frank Schätzing, Breaking News - T.C. Boyle, Wassermusik |
| 27.01.2014                    | Folge 100 - Denis Scheck empfiehlt, Arno Schmidt, Das große Lesebuch - Ann Cotten, Der schaudernde Fächer |
| 2013                          | |
| 15.12.2013                    | Folge 99 - Michael Krüger, Umstellung der Zeit - Denis Scheck empfiehlt: Patrick Bahners, Entenhausen. Die ganze Wahrheit - Barbara Vinken, Angezogen |
| 24.11.2013                    | Folge 98 - Ted Chiang, Die Hölle ist die Abwesenheit Gottes - Stephen King, Dr. Sleep |
| 27.10.013                     | Folge 97 - Silvia Bovenschen, Nur Mut - Kurt Flasch, Warum ich kein Christ bin - Sabine Scho, Tiere in Architektur |
| 29.09.2013                    | Folge 96 - Denis Scheck empfiehlt: Ernst Jünger, In Stahlgewittern und Atlantische Fahrt - Daniel Galera, Flut - Oswald Wiener, Die Verbesserung von Mitteleuropa |
| 01.09.2013                    | Folge 95 - Monika Maron, Zwischenspiel - Peter Stamm, Nacht ist der Tag - Denis Scheck empfiehlt, Hans Pleschinski, Königsallee |
| 26.05.2013                    | Folge 94 - Denis Scheck empfiehlt, Adelbert von Chamisso, Reise um die Welt - Reinhard Jirgl, Nichts von euch auf Erden |
| 28.04.2013                    | Folge 93 - Orhan Pamuk, Das Museum der Unschuld - Judith Schalansky, Äpfel und Birnen - Denis Scheck empfiehlt: Hiromi Kawakami, Bis nächstes Jahr im Frühling |
| 07.04.2013                    | Folge 92 - David Grossmann, Aus der Zeit fallen - Florian Weber, Grimms Erben - Denis Scheck empfiehlt: Jeanette Winterson, Warum glücklich statt einfach nur normal? |
| 24.02.2013                    | Folge 91 Denis Scheck stellt vor: - Martin Walser - Joanne K. Rowling - Margaret Atwood - Nuruddin Farah - Jiro Taniguchi - Paul Auster und Siri Hustvedt |
| 27.01.2013                    | Folge 90 - Hilary Mantel, Falken - Gerhard Falkner, Pergamon Poems - Denis Scheck empfiehlt, Douglas A. Anderson, Das große Hobbit-Buch |
| 2012                          | |
| 16.12.2012                    | Folge 89 - Claudia Ott, 101 Nacht - Julian Barnes, Unbefugtes Betreten |
| 25.11.2012                    | Folge 88 - Nadine Gordimer, Keine Zeit wie diese - Christoph Ransmayr, Atlas eines ängstliches Mannes - Denis Scheck empfiehlt: Jenny Erpenbeck, Aller Tage Abend |
| 28.10.2012                    | Folge 87 - Richard Ford, Kanada - Bodo Kirchhoff, Die Liebe in groben Zügen - Denis Scheck empfiehlt: James Tiptree Jr., Zu einem Preis |
| 23.09.2012                    | Folge 86 - George R. R. Martin, Das Lied von Eis und Feuer - Ursula Krechel, Landgericht - Denis Scheck empfiehlt: Wolf Haas, Verteidigung der Missionarsstellung |
| 26.08.2012                    | Folge 85 - Denis Scheck empfiehlt: Chad Harbach, Die Kunst des Feldspiels - Vea Kaiser, Blasmusikpop - James Sallis, Driver2 |
| 03.06.2012                    | Folge 84 - Massimo Carlotto, Tödlicher Staub - Ror Wolf, Die Vorzüge der Dunkelheit - Denis Scheck empfiehlt: Stephen Greenblatt, Die Wende |
| 29. April 2012                | Folge 83 - Georg M. Oswald: Unter Feinden - Felicitas Hoppe: Hoppe - Denis Scheck empfiehlt Dave Eggers: Zeitoun |
| 25. März 2012                 | Folge 82 - Michael Ondaatje: Katzentisch - Christian Kracht: Imperium - Denis Scheck empfiehlt Padget Powell: Roman in Fragen |
| 26. Februar 2012              | Folge 81 - Nicholson Baker: Haus der Löcher - Jan Peter Bremer: Der amerikanische Investor - Denis Scheck empfiehlt Patrick Rothfuss: Der Name des Windes |
| 29. Januar 2012               | Folge 80 - Alexander Kluge: Das fünfte Buch - T.C. Boyle: Wenn das Schlachten vorbei ist - Denis Scheck empfiehlt Herman Bang: Tine |
| 2011                          | |
| 18. Dezember 2011             | Folge 79 - Antje Rávic Strubel: Sturz der Tage in die Nacht - Martina Meuth und Bernd Neuner-Duttenhofer: Auf der Suche nach dem verlorenen Geschmack - Denis Scheck empfiehlt Nathan Myhrvold: Modernist Cuisine |
| 27. November 2011             | Folge 78 - Rolf Vollmann: Der Dürer Verführer - Jeffrey Eugenides: Die Liebeshandlung - Denis Scheck empfiehlt Frank Günther übersetzt William Shakespeare: Die lustigen Weiber von Windsor |
| 23. Oktober 2011              | Folge 77 - Sibylle Lewitscharoff: Blumenberg - Philip Roth: Nemesis - Denis Scheck empfiehlt Dante Alighieri und Kurt Flasch: Commedia und Umberto Eco: Der Friedhof in Prag |
| 25. September 2011            | Folge 76 - Mario Vargas Llosa: Der Traum des Kelten - Kristof Magnusson: Gebrauchsanweisung für Island - Denis Scheck empfiehlt Boris Vejdovsky: Ernest Hemingway: Sein Leben in Bildern und Dokumenten |
| 28. August 2011               | Folge 75 - Fritz J. Raddatz: Die Tagebücher in Bildern - Arthur Bollason: Saga-Aufnahmen - Denis Scheck empfiehlt Pete Dexter: Deadwood |
| 29. Mai 2011                  | Folge 74 - Peter Kurzeck: Vorabend - Hannelore Schlaffer: Die intellektuelle Ehe - Indra Wussow: AfrikAWunderhorn |
| 1. Mai 2011                   | Folge 73 - Friedrich Ani: Süden - Michel Houellebecq: Karte und Gebiet - Denis Scheck empfiehlt Malla Nunn: Lass die Toten ruhen |
| 3. April 2011                 | Folge 72 - Per Olov Enquist: Die Ausgelieferten - Jochen Hörisch: Tauschen, sprechen, begehren - Denis Scheck empfiehlt Josef H. Reichholf: Der Ursprung der Schönheit |
| 27. Februar 2011              | Folge 71 - Denis Scheck empfiehlt Paul Levitz: 75 Years of DC Comics. Die Kunst, moderne Mythen zu schaffen. - Abbas Khider: Die Orangen des Präsidenten - Kerstin Ekman: Tagebuch eines Mörders |
| 30. Januar 2011               | Folge 70 - Magriet de Moor: Der Maler und das Mädchen - Aris Fioretos: Der letzte Grieche - Kristin Rübesamen: Alle sind erleuchtet - Denis Scheck empfiehlt John Ashbery: Ein weltgewandtes Land |
| 2010                          | |
| 19. Dezember 2010             | Folge 69 - Ralf König: Antityp - Mariam Kühsel-Hussaini: Gott im Reiskorn - Denis Scheck empfiehlt Samuel Pepys: Die Tagebücher 1660–1669 |
| 28. November 2010             | Folge 68 - Jonathan Franzen: Freiheit - Denis Scheck empfiehlt Arno Schmidt: Zettel's Traum - Heinrich Steinfest: Batmans Schönheit |
| 31. Oktober 2010              | Folge 67 - John le Carré: Verräter wie wir - Richard David Precht: Die Kunst, kein Egoist zu sein - Denis Scheck empfiehlt Alain Schnapp: Die Entdeckung der Vergangenheit |
| 26. September 2010            | Folge 66 - Erri de Luca: Der Tag vor dem Glück - Hanns-Josef Ortheil: Die Moselreise: Roman eines Kindes - Denis Scheck empfiehlt J.R.R. Tolkien: Die Legende von Sigurd und Gudrún |
| 29. August 2010               | Folge 65 - Günter Grass: Grimms Wörter - Denis Scheck empfiehlt Martin Mosebach: Was davor geschah - Håkan Nesser: Die Perspektive des Gärtners |
| 30. Mai 2010                  | Folge 64 - Arthur Brehmer: Die Welt in 100 Jahren - Andrea Camilleri: Die Farbe der Sonne - Benjamin von Stuckrad-Barre: Auch Deutsche unter den Opfern |
| 25. April 2010                | Folge 63 - Arno Geiger: Alles über Sally - Melanie Mühl: Menschen am Berg - Denis Scheck empfiehlt Laura Gemelli: Die Vorsokratiker |
| 28. März 2010                 | Folge 62 - Ferran Adrià: Ein Tag im elBulli - Denis Scheck empfiehlt Marie-Sabine Roger: Das Labyrinth der Wörter - Iris Hanika: Das Eigentliche - Martin Walser: Mein Jenseits |
| 28. Februar 2010              | Folge 61 - Denis Scheck empfiehlt Wolfgang Kubin: Unterm Schnurbaum - Javier Marías: Dein Gesicht morgen - Herta Müller: Niederungen |
| 31. Januar 2010               | Folge 60 - James Ellroy : Blut will fließen - Dieter Kühn: Ich war Hitlers Schutzengel - J. D. Salinger: Der Fänger im Roggen - Denis Scheck empfiehlt Judith Schalansky: Atlas der abgelegenen Inseln |
| 2009                          | |
| 21. Dezember 2009             | Folge 59 - Eva Menasse: Lässliche Todsünden - Jade Y. Chen: Die Insel der Göttin - Denis Scheck empfiehlt Johann Friedrich Naumann: Die Vögel Mitteleuropas |
| 1. November 2009              | Folge 57 - David Peace: Tokio im Jahr Null - Urs Widmer: Herr Adamson - Herta Müller: Ausgewählte Werke - Denis Scheck empfiehlt Kindlers Literaturlexikon |
| 4. Oktober 2009               | Folge 56 - Bei Dao: Das Buch der Niederlage - Leung Ping-kwan: Von Jade und Holz - Frank Schätzing: Limit - Empfehlungen in der Buchhandlung: Ulrich Raulff: Kreis ohne Meister, Heinrich Steinfest: Gewitter über Pluto und Philip Roth Portnoys Beschwerden (Neuübersetzung) |
| 6. September 2009             | Folge 55 - Sibylle Berg: Der Mann schläft - Denis Scheck empfiehlt David Foster Wallace: Unendlicher Spaß und Roberto Bolaño - Rüdiger Safranski: Goethe & Schiller – Geschichte einer Freundschaft |
| 14. Juni 2009                 | Folge 54 - Denis Scheck empfiehlt John Dickie: Delizia! Die Italiener und ihre Küche - Josef H. Reichholf: Rabenschwarze Intelligenz. Was wir von Krähen lernen können - Harry Rowohlt: Gottes Segen und Rot Front – Nicht weggeschmissene Briefe - Roberto Saviano: Das Gegenteil von Tod, Rawi Hage: Als ob es kein Morgen gäbe, T.C. Boyle empfiehlt: - Julia Schoch: Mit der Geschwindigkeit des Sommers |
| 3. Mai 2009                   | Folge 53 - Orlando Figes: Die Flüsterer - Heinz Ott: Tumult und Grazie. Über Georg Friedrich Händel - Harry Rowohlt: Gottes Segen und Rot Front – Nicht weggeschmissene Briefe |
| 5. April 2009                 | Folge 52 - Eoin Colfer: Artemis Fowl. Das Zeitparadox - Empfehlungen in der Buchhandlung: Monika Rinck: Helle Verwirrung & Rincks Ding- und Tierleben, Rawi Hage: Als ob es kein Morgen gäbe, T.C. Boyle empfiehlt: Kazuo Ishiguro: Alles, was wir geben mussten - Denis Scheck empfiehlt Florian Werner: Die Kuh, Leben, Werk und Wirkung und Juli Zeh: Corpus Delicti |
| 1. März 2009                  | Folge 51 - Daniel Zahno: Die Geliebte des Gelatiere (in Venedig) - Doris Lessing: Alfred und Emely (in London) - Claudio Magris: Ein Nilpferd in Lund (in Triest) - Denis Scheck empfiehlt Sibylle Lewitscharoff Apostoloff |
| 1. Februar 2009               | Folge 50 - Daniel Kehlmann: Ruhm - Jürgen Neffe: Darwin - Claudio Magris: Ein Nilpferd in Lund - Denis Scheck empfiehlt Philip Roth Empörung und Saul Bellow Die Abenteuer des Augie March |
| 2008                          | |
| 2. November 2008              | Folge 48 - Christian Kracht: Ich werde hier sein im Sonnenschein und im Schatten - Arthúr Bollason: Island: Ein Reisebegleiter |
| 5. Oktober 2008               | Folge 47 - Orhan Pamuk: Das Museum der Unschuld - Siri Hustvedt: Die Leiden eines Amerikaners - Reiner Stach: Kafka. Die Jahre der Erkenntnis - Denis Scheck empfiehlt Patrick Rothfuss Der Name des Windes |
| 7. September 2008             | Folge 46 - Gerhard Polt: Drecksbagage - Günter Grass: Die Box - Denis Scheck empfiehlt Alan Bennett Die souveräne Leserin |
| 4. Mai 2008                   | Folge 45 - Stephen Clarke: Überleben unter Franzosen - Siri Hustvedt: Die Leiden eines Amerikaners - Feridun Zaimoglu: Liebesbrand - Denis Scheck empfiehlt Thomas Pynchon Gegen den Tag |
| 6. April 2008                 | Folge 44 - Ray Bradbury: Interview mit dem Autor von Fahrenheit 451 - Raoul Schrott: Homers Heimat - Sibylle Thelen: Istanbul – Stadt unter Strom |
| 2. März 2008                  | Folge 43 - Martin Walser: Ein liebender Mann - T. C. Boyle: Zähne und Klauen |
| 3. Februar 2008               | Folge 42 - Hans Magnus Enzensberger: Hammerstein oder Der Eigensinn - Gila Lustiger: Herr Grinberg & Co. - Cornelia Funke empfiehlt Die Brautprinzessin |
| 2007                          | |
| 2. Dezember 2007              | Folge 41 - Jean-Claude Bourgueil und Thomas Ruhl: Typisch deutsch. Neues aus der klassischen regionalen Küche - Cornelia Funke: Tintentod |
| 4. November 2007              | Folge 40 - Joschka Fischer: Die rot-grünen Jahre - Burkhard Spinnen: Mehrkampf |
| 7. Oktober 2007               | Folge 39 - Katja Lange-Müller: Böse Schafe - Fritz Stern: (über Deutsche Geschichte) |
| 2. September 2007             | Folge 38 - Andrea Maria Schenkel: Kalteis - Martin Mosebach: Der Mond und das Mädchen - Jan Philipp Reemtsma (über Christoph Martin Wieland) |
| 6. Mai 2007                   | Folge 37 - Gisbert Haefs: Caesar - Ingo Schulze: Handy - Keto von Waberer: Umarmungen |
| 1. April 2007                 | Folge 36 - Dieter Richter: Der Vesuv - Petros Markaris: Der Großaktionär - Donna Leon (Die Lieblingsplatte von Donna Leon) |
| 4. März 2007                  | Folge 35 - Martin Walser: Das geschundene Tier - Ted Simon: Jupiters Träume |
| 11. Februar 2007              | Folge 34 - Raoul Schrott: Die fünfte Welt – Ein Logbuch - Louis Begley: Ehrensachen - Irene Dische: Lieben |
| 2006                          | |
| 17. Dezember 2006             | Folge 33 - Peter Sloterdijk: Zorn und Zeit - Wiglaf Droste, Nikolaus Heidelbach & Vincent Klink: Wurst (Gespräch mit Vincent Klink) |
| 5. November 2006              | Folge 32 - Wolf Biermann: Heimat - Wolf Haas: Das Wetter vor 15 Jahren |
| 1. Oktober 2006               | Folge 31 - Silvia Bovenschen: Älter werden - Thomas Hettche: Woraus wir gemacht sind - Felicitas Hoppe: Johanna |
| 3. September 2006             | Folge 30 - Zadie Smith: Von der Schönheit - Heinrich Steinfest: Ein dickes Fell - Martin Walser: Angstblüte |
| 6. August 2006 (Best Of)      | Folge 29 - Frank Schätzing: Der Schwarm - Günter Grass: Letzte Tänze. Gedichte und Bilder. - Michael Martin: Die Wüsten der Erde |
| 7. Mai 2006                   | Folge 28 - Péter Esterházy: Deutschlandreise im Strafraum - Nikolaus Heidelbach: Königin Gisela |
| 2. April 2006                 | Folge 27 - Thomas Müller: Bestie Mensch - Ilija Trojanow: Der Weltensammler |
| 5. März 2006                  | Folge 26 - Henning Mankell: Kennedys Hirn - Feridun Zaimoglu: Leyla |
| 5. Februar 2006 (25. Ausgabe) | Folge 25 - Franz Xaver Kroetz: Blut & Bier - Salman Rushdie: Shalimar der Narr |
| 2005                          | |
| 18. Dezember 2005             | Folge 24 - Eginald Schlattner: Das Klavier im Nebel - Leonie Swann: Glennkill |
| 20. November 2005             | Folge 23 - Matthias Politycki: Herr der Hörner - Ingo Schulze: Neue Leben - Dieter Wellershoff: Das normale Leben |
| 9. Oktober 2005               | Folge 22 - Cornelia Funke: Tintenblut - Ben Schott: Schotts Sammelsurium Essen & Trinken - Uwe Timm: Der Freund und der Fremde |
| 11. September 2005            | Folge 21 - Paul Auster: Die Geschichte meiner Schreibmaschine - Donna Leon: Über Venedig, Musik, Menschen und Bücher - Jan Weiler: Antonio im Wunderland |
| 1. Mai 2005                   | Folge 20 - Jenny Erpenbeck: Wörterbuch - Jochen Missfeldt: Steilküste - Hans Pleschinski: Leichtes Licht |
| 10. April 2005                | Folge 19 - Leander Scholz: Fünfzehn falsche Sekunden - Wilhelm Genazino: Die Liebesblödigkeit - Minette Walters: Der Außenseiter |
| 13. März 2005                 | Folge 18 - Karen Duve: Die entführte Prinzessin - Orhan Pamuk: Schnee - Johannes Willms: Napoleon |
| 6. Februar 2005               | Folge 17 - Manuel Andrack: Du musst wandern. Ohne Stock und Hut im deutschen Mittelgebirge - Michael Crichton: Welt in Angst - Walter Kempowski: Das Echolot – Abgesang 1945 |
| 2004                          | |
| 5. Dezember 2004              | Folge 16 - Lars Gustafsson: Der Dekan - Georg Stefan Troller: Das fidele Grab an der Donau - Péter Zilahy: Die letzte Fenstergiraffe |
| 7. November 2004              | Folge 15 - Brigitte Kronauer: Verlangen nach Musik und Gebirge und Die Tricks der Diva - Harry Rowohlt: John Rock oder der Teufel (Illustrationen von Peter Gut) - Peter Rühmkorf: Tabu II und Wenn ich mal richtig ICH sag |
| 3. Oktober 2004               | Folge 14 - Michael Martin: Die Wüsten der Erde - Rafik Schami: Die dunkle Seite der Liebe - Antje Rávic Strubel: Tupolew 134 |
| 12. September 2004            | Folge 13 - Liane Dirks: Narren des Glücks - Umberto Eco: Die Geschichte der Schönheit - Hans Magnus Enzensberger: Humboldt-Projekt |
| 2. Mai 2004                   | Folge 12 - Franziska Gerstenberg: Wie viel Vögel - Ulrich Sinn: Das antike Olympia - Klaus Theweleit: Tor zur Welt – Fußball als Realitätsmodell |
| 4. April 2004                 | Folge 11 - Robert Gernhardt & Klaus Cäsar Zehrer: Hell und Schnell. 555 komische Gedichte aus 5 Jahrhunderten - Marjane Satrapi: Persepolis - Frank Schätzing: Der Schwarm |
| 7. März 2004                  | Folge 10 - Paul Auster: Nacht des Orakels - Wibke Bruhns: Meines Vaters Land - Christoph Hein: Landnahme |
| 1. Februar 2004               | Folge 9 - Anselm Bilgri: Finde das rechte Maß - Ines Geipel: Für heute reicht's. Amok in Erfurt - John Updike: Wie war’s wirklich |
| 2003                          | |
| 2. November 2003              | Folge 8 - Frederick Forsyth: Der Rächer - Manfred Krug: Mein schönes Leben - Herta Müller: Der König verneigt sich und tötet |
| 5. Oktober 2003               | Folge 7 - Jonathan Franzen: Die 27ste Stadt - Peter Glaser: Geschichte von Nichts - Uwe Timm: Am Beispiel meines Bruders |
| 7. September 2003             | Folge 6 - Prinz Asfa-Wossen Asserate von Äthiopien: Manieren - Julia Franck: Lagerfeuer - Günter Grass: Letzte Tänze. Gedichte und Bilder |
| 1. Juni 2003                  | Folge 5 - Katja Lange-Müller: Die Enten, die Frauen und die Wahrheit - Cees Nooteboom: Philip und die anderen - Leoluca Orlando: Ich sollte der Nächste sein |
| 4. Mai 2003                   | Folge 4 - Mario Adorf: Der Fotograf von San Marco - Jeffrey Eugenides: Middlesex - Alexander Kluge: Die Kunst, Unterschiede zu machen |
| 6. April 2003                 | Folge 3 - Thomas Hettche & Pietro Aretino: Stellungen oder vom Anfang und Ende der Pornografie - Herfried Münkler: Der neue Golfkrieg - Martin Walser – Martin über Robert Walser |
| 2. März 2003                  | Folge 2 - Hans Magnus Enzensberger: Die Geschichte der Wolken - Jonathan Safran Foer: Alles ist erleuchtet - Lea Linster: Einfach genial |
| 9. Februar 2003               | Folge 1 - Wolf Haas: Das ewige Leben - Verena Lueken: New York. Reportage aus einer alten Stadt - Philip Roth: Das sterbende Tier - Wendelin Wiedeking: Das Davidprinzip |

## Auszeichnungen
- 2011: Deutscher Fernsehpreis in der Kategorie Besondere Leistung